# كلية أنطاكية
كلية أنطاكية هي كلية خاصة للفنون الحرة تقع في يلو سبرينغز في ولاية أوهايو. تأسست الكلية عام 1850 على يد كريستيان كونيكشن، وبدأت العمل في عام 1852 كمؤسسة غير طائفية. وكان السياسي والمصلح التعليمي هوراس مان أول رئيس لها.